# Muzeum Gminne w Biszczy
Muzeum Gminne w Biszczy – muzeum położone we wsi Biszcza (powiat biłgorajski). Placówka jest miejską jednostka organizacyjną, a jej siedzibą są pomieszczenia Gminnego Ośrodka Kultury Sportu i Rekreacji.
Muzeum zostało otworzone w 2002 roku na bazie kolekcji, zebranej przez Antoniego Kurowskiego - rotmistrza Szwadronu Kawalerii im. 3 Pułku Ułanów Śląskich, żołnierza 3 Dywizji Piechoty Legionów AK. Wcześniej wiele z eksponatów z kolekcji wystawiano w Muzeum Ziemi Biłgorajskiej w Biłgoraju.
Zbiory muzeum obejmują broń i umundurowanie Wojska Polskiego z okresu kampanii wrześniowej oraz broń używaną przez oddziały partyzanckie (min. rosyjską, niemiecką, francuską, angielską i amerykańską). Do najciekawszych eksponatów należy ciężki karabin maszynowy Browning), odnaleziony w okolicach wsi Momoty Górne, miejsca złożenia broni przez grupę dowodzoną przez płk. Tadeusza Zieleniewskiego.
Muzeum jest obiektem całorocznym, czynnym w godzinach pracy GOKSIR.